# ČNS IFPI
O Česká národní skupina Mezinárodní federace hudebního průmyslu (ČNS IFPI) é o ramo tcheco-eslovaco da Federação Internacional da Indústria Fonográfica para representar os interesses da indústria fonográfica nos dois países.

## Níveis de certificações
A partir de 1º de janeiro de 2022, o ČNS IFPI certifica álbuns e singles usando os seguintes critérios:

### República Tcheca
Disco de ouro
- Álbum: 5 000
- Single: 8 000

Disco de platina
- Álbum: 20 000
- Single: 16 000

### Eslováquia
Disco de ouro
- Álbum: 10 000
- Single: 2 000

Disco de platina
- Álbum: 20 000
- Single: 4 000

## Paradas

### República Tcheca
- CZ - Singles Digital – Top 100 dos singles mais vendidos
- CZ - Albums – Top 100 álbuns
- CZ - Radio – Top 100 dos singles mais transmitidos no rádio

### Eslováquia
- SK - Singles Digital – Top 100 dos singles mais vendidos
- SK - Albums – Top 100 álbuns
- SK - Radio – Top 100 dos singles mais transmitidos no rádio